# DZS (rovás)
A rovás DZs a székely-magyar rovásban használatos betű, zöngés
alveoláris spiráns hangot jelöl.

## Hangértéke
Mivel a D+Zs betűsorok nem azonosak a kettősbetű DZs-vel, a  székely-magyar rovás önálló DZS jelének elhagyása következetlenséget okoz a székely magyar rovással írott szavak hangértékének világos értelmezésében.
- lúdzsír (IPA: luːd ʒiːr) dzs=d+zs  kontra
- lándzsa (IPA: laːnʤa) dzs=dzs

## Története

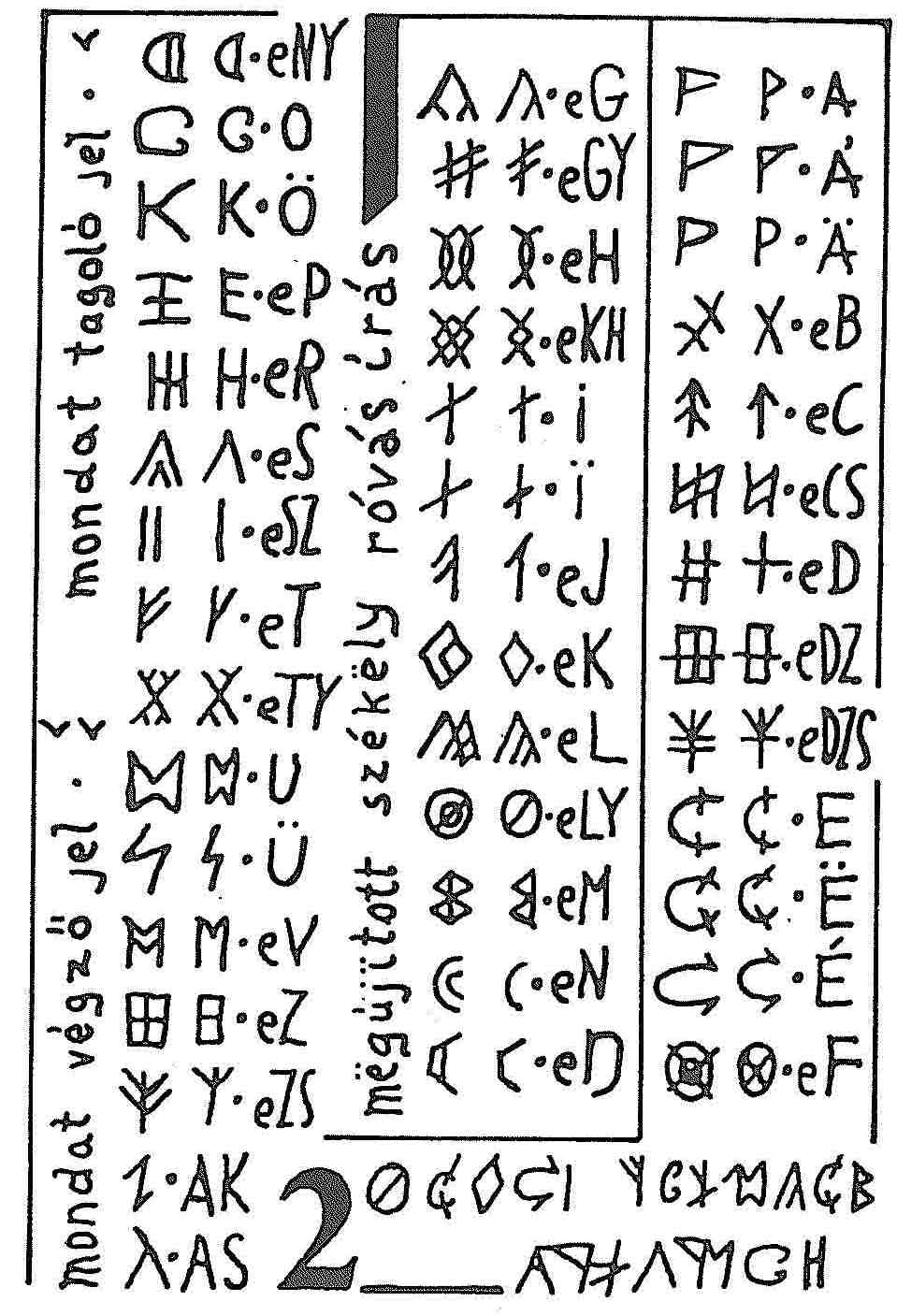
Cím rovással: "megújított székely rovásírás" (Balás Gábor, 1988)

Csaknem egy évszázada léztezik a DZS rovásjele. Nem sokkal azután keletkezett, hogy a latin betűs magyar írásbeliségben megjelent DZS, mint egy önálló fonémát jelölő betű.

### 1935
Verpeléti Kis Dezső megszerkeszti az első olyan rovás ábécét, amely már tartalmazza az 1922-ben bevezetett és hivatalossá tett DZS fonéma rovásjelét. Ennek nyomán a cserkészek ábécéje is bővült ezzel a betűvel. A rovás hagyományainak megfelelően a 'DZs' fonémát a három latinbetűs megoldáshoz képest két rovásjel összevonásával alkotta meg (D+Zs).

### 1988
Balás Gábor és Romhányi B.:
dr. remetei Balás Gábor (1909-1995) székely-magyar őstörténet kutatójának megújított rovás ábécéje, 1988. "Ezért 1988-ban erről táblázatot készítettünk, s megújítottuk a kiejtéshöz közelebbre." Ez az ábécé tartalmazza többek közt a rovás DZS jelét is.

### 2001
Vér Sándor könyve.

## Számítástechnikai megjelenítése

A korszerű székely-magyar rovás abc

### Betűkészlet
Ingyenesen letölthető a Rovás Kiterjesztett JB helyről. A hozzá tartozó kódtáblázat a kódtábla helyről érhető el.

## Forrásművek

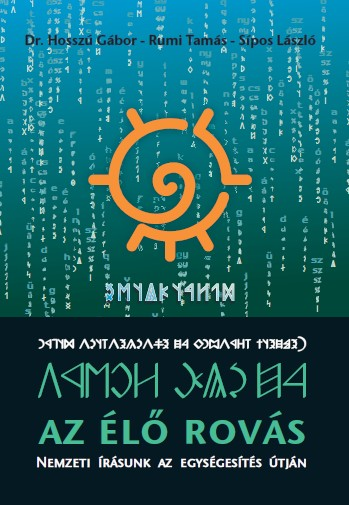
Az Élő Rovás

- Élő rovás szaktanácskozás könyve Élő Rovás - Nemzeti írásunk a szabványosítás útján. Imagent Kft. – Wou kft., Budapest, 2008. 1. kiadás ISBN 9789638796714
- Élő rovás szaktanácskozás könyve Élő Rovás - Nemzeti írásunk az egységesítés útján. Imagent Kft. – Wou kft., Budapest, 2010. 2. kiadás ISBN 9789638796752
- Balás Gábor (1988): A székely művelődés évszázadai. Panoráma Kiadó.
- Für Zoltán: A magyar rovásírás ábécés könyve, Püski, 1999.
- Vér Sándor (2001): Életfa. Szeged: Bába és Társai, 2001 (Első kiadás), 2003 (Második kiadás), 2008 (Harmadik kiadás).
- Gábor Hosszú (2011): Heritage of Scribes. The Relation of Rovas Scripts to Eurasian Writing Systems.  First edition. Budapest: Rovas Foundation, ISBN 978-963-88437-4-6, available in Google Books at https://books.google.hu/books?id=TyK8azCqC34C&pg=PA1
- Kéki Béla: Az írás története, Gondolat, 1971.
- Rumi Tamás - Sípos László: Rovás Alapismeretek, 2010. ISBN 978-963-88437-1-5
- Gyergyóremetei Képes vagyok - Dr. Remetei Balás Gábor életútja[halott link], III. évfolyam, XXI. szám, 3. oldal,  2009. január

## Székely-magyar rovásírásra átíró szövegszerkesztők
- Latin-kárpát-medencei rovásra átíró program
- Kliha Gergely által készített Firefox bővítmény, amely kárpát-medencei és székely-magyar rovásra is át tud alakítani